# Fernando Meirelles
Fernando Meirelles (São Paulo, Brasil, 9 de novembre de 1955) és un director de cinema amb 2 nominacions a l'Oscar al millor director, per les pel·lícules Cidade de Deus i The Constant Gardener.

## Biografia
Va començar a produir vídeos experimentals amb un grup d'amics mentre estudiava arquitectura a la universitat de São Paulo. S'ha convertit en un dels directors d'anuncis més coneguts del Brasil.
És descobert l'any 2002 amb Cidade de Deus, crònica agresiva i musical, codirigida per Kátia Lund, d'aquest barri pobre de Rio de Janeiro als anys 1960 i 1970. Aquest film sovint considerat com virtuós, obté el Gran Corall a l'Havana i va ser nominat quatre vegades als Oscars.
El director decideix a continuació adaptar textos famosos, en anglès i a tots els continents: La constància del jardiner de John le Carré a Àfrica (The Constant Gardener, 2005), Assaig sobre la ceguesa de José Saramago a Amèrica (A cegues, 2008), La Ronda d'Arthur Schnitzler a Europa (360, 2012). La majoria dels crítics no el segueixen i lamenten la posada en escena agitada i acolorida de « tics publicitàries » (Les Inrockuptibles), els « personatges desproveïts d'espessor » (Positif), i la « mirada moralitzadora i reaccionària » (Cahiers du cinéma) de les seves faules internacionals, jutjades artificials i ingènues.
L'any 2016, Meirelles és el director artístic de la cerimònia d'obertura dels Jocs Olímpics d'Estiu de 2016. Prepara actualment per a Netflix un film biogràfic amb Anthony Hopkins en el paper de Benet XVI i Jonathan Pryce en el del papa Francesc: The Pope.

## Filmografia
- 1986: Olhar Eletrônico (vídeo)
- 1998: O menino maluquinho 2
- 2001: Domésticas
- 2002: Palace II
- 2002: Cidade de Deus codirigit amb Kátia Lund
- 2003: La Ciutat dels homes (televisió)
- 2005: The Constant Gardener
- 2008: A cegues
- 2012: 360
- 2014: Rio, Eu Te Amo, film d'esquetxos brasiler (segment « A Musa »)